# Lophophysema
Lophophysema is een geslacht van sponsdieren uit de klasse van de Hexactinellida.

## Soorten
- Lophophysema australicum Tabachnick & Lévi, 1999
- Lophophysema eversa Gong, Li & Qiu, 2014
- Lophophysema gilchristi Tabachnick & Lévi, 1999
- Lophophysema inflatum Schulze, 1900